# Karl Wieghardt (Mathematiker)

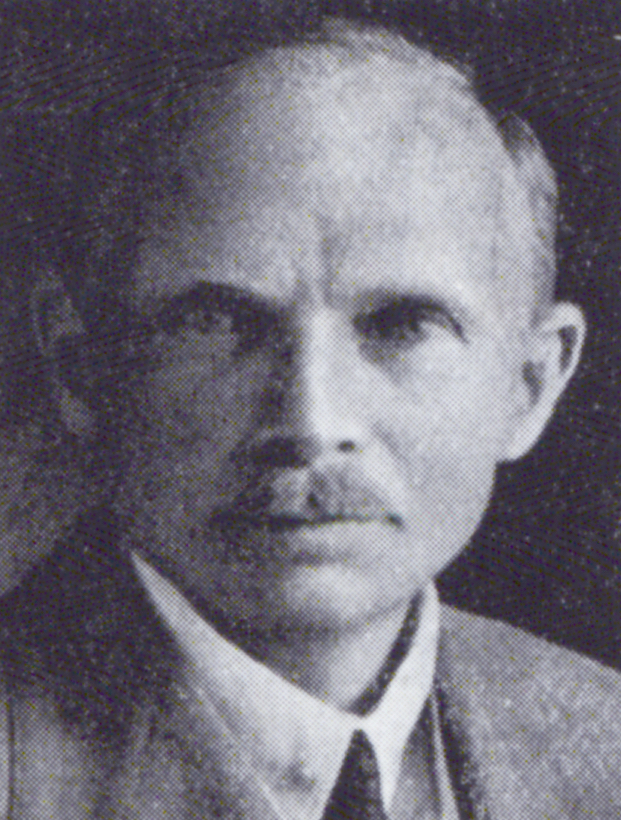
Karl Wieghardt

Daniel Friedrich Karl Wieghardt (* 21. Juni 1874 in Bergeborbeck bei Essen; † 11. Juni 1924 in Dresden) war ein deutscher Mathematiker, Physiker und Mechanikprofessor. 

## Leben und Wirken
Wieghardt studierte Maschinenbau und dann Mathematik in Göttingen, wo er 1903 bei Felix Klein promoviert wurde. Anknüpfend an Maxwells Arbeiten über reziproke Figuren in der Fachwerktheorie schlugen Klein und Wieghardt 1904 vor, bei der Ermittlung der Spannungsverteilung einer dünnen elastischen Scheibe eine solche Lösung zu suchen, die auf der Äquivalenz der Spannungszustände einer Scheibe mit einem engmaschigen Fachwerk gleicher Berandung und Belastung beruht – auf dieser von Wieghardt 1906 weiter ausgebauten Methode basieren die 2015 vorgestellten Arbeiten von William F. Baker u. a. zur Entwicklung von Entwurfwerkzeugen für ebene Fachwerke mit Hilfe einer erweiterten Airyschen Spannungsfunktion.
Im Jahr 1904 habilitierte sich Wieghardt an der TH Aachen, wo er kurz Privatdozent war. Zwei Jahre später wurde er außerordentlicher Professor für Technische Mechanik in Braunschweig. Ab 1907 war Wieghardt Professor für Höhere Mathematik und Mechanik an der TH Hannover, ab 1911 war er Professor für Reine Mathematik und Statik an der TH Wien und ab 1920 war er Professor für Technische Mechanik an der TH Dresden.
Im Jahr 1907 veröffentlichte er einen der ersten Aufsätze über Bruchmechanik. Für die Enzyklopädie der mathematischen Wissenschaften schrieb er 1912/1914 den Artikel „Theorie der Baukonstruktionen“.
Er war in zweiter Ehe mit der Kinderbuchautorin Auguste Lazar verheiratet. Sein Sohn Karl Wieghardt (1913–1996) war später Physik-Professor in Hamburg (Verfasser der Theoretischen Strömungslehre, Teubner).

## Werke (Auswahl)
- Über die statik ebener fachwerke mit schlaffen stäben. (Dissertation, Göttingen) Druck der Dieterich’schen Univ. Buchdruckerei (W.F. Kaestner), Göttingen 1903, OCLC 23618701.
- Über das Spalten und Zerreißen elastischer Körper. 1907.
- Theorie der Baukonstruktionen II: Speziellere Ausführungen. In: Encyklopädie der mathematischen Wissenschaften. Band IV-4, Heft 5, OCLC 25258425.
- Über Spannungsverteilungen in Balken und Eisenbeton. 1908.
- Über einige einfache, aber weniger bekannte Sätze aus der Statik der Fachwerke. 1915.
- Balken auf nachgiebiger Unterlage. 1922.